# In the Land of the Cactus
In the Land of the Cactus er en amerikansk stumfilm fra 1911.

## Medvirkende
- Romaine Fielding som Ramon
- Mary Ryan som Estelle Royster
- Robyn Adair som Bob Armabile
- Richard Wangermann